# Calvisia lineata
Calvisia lineata är en insektsart som beskrevs av Ludwig Redtenbacher 1908. Calvisia lineata ingår i släktet Calvisia och familjen Diapheromeridae. Inga underarter finns listade.